# They Came To Conquer... Uranus
They Came To Conquer... Uranus prvi je EP američkog punk rock sastava Blink-182. EP je objavljen u veljači 1996. godine, a objavila ga je diskografska kuća Grilled Cheese.
Ploča je izdavana u crnoj i plavoj boji.

## Popis pjesama
Sve su pjesme napisali i skladali Mark Hoppus, Tom DeLonge i Scott Raynor.
| 1. | »Wrecked Him« | 2:48 |

| B strana | B strana | B strana | B strana | B strana | B strana | B strana | B strana | B strana | B strana |
| Br.      | Skladba  | Trajanje |          |          |          |          |          |          |          |
| -------- | -------- | -------- | -------- | -------- | -------- | -------- | -------- | -------- | -------- |
| 2.       | »Waggy«  | 2:54     |          |          |          |          |          |          |          |
| 3.       | »Zulu«   | 2:04     |          |          |          |          |          |          |          |
| 8:32     |          |          |          |          |          |          |          |          |          |

## Osoblje
Blink-182
- Mark Hoppus – vokali, bas-gitara
- Scott Raynor – bubnjevi
- Tom DeLonge – vokali, gitara

Ostalo osoblje
- Scan, Boy! – dizajn
- Kerry Key – fotografija (na omotu)
- Daniel M. – fotografija (uživo)
- Blink 182 – gole slike tvoje mame
- Otis Barthoulameu – produciranje